# Tortriculladia
Tortriculladia là một chi bướm đêm thuộc họ Crambidae.